# Joe Lo Truglio
Joe Lo Truglio (Nova Iorque, 2 de dezembro de 1970) é um ator, comediante e escritor norte-americano mais conhecido por seu trabalho como Charles Boyle na série Brooklyn Nine-Nine.

## Vida pessoal
Lo Truglio se casou com a atriz Beth Dover em 19 de abril de 2014, após ficarem noivos em 2013. Eles atuaram juntos no episódio Fancy Brudgom, o 20º episódio da primeira temporada da série Brooklyn Nine-Nine. O casal tem um filho chamado Eli.